# Jacobus de Lange
Jacobus de Lange (Dordrecht, 12 oktober 1861 - Leiden, 25 november 1950) was een Nederlandse burgemeester voor de ARP.
Jacobus werd geboren in Dordrecht als zoon van een timmerman. In 1884 huwde hij in Den Haag de even oude en in Soerabaja geboren Maria Gimberg. In 1896 vestigde hij zich als bouwkundige aan de Witte Singel in Leiden. In die stad werd hij ouderling, diaken en scriba en zat in een commissie die zich bezighield met een gereformeerd tehuis voor militairen.
Van 1903 tot 1908 was hij burgemeester van de gemeente Oudshoorn. 
De Lange was aansluitend van 1908 tot 1917 burgemeester van Nijkerk. In Nijkerk was hij de opvolger van burgemeester D.J. Kuipers. Na negen jaar burgemeester van Nijkerk te zijn geweest werd hij in 1917 opgevolgd door G.C.J. van Reenen.
In 1918 keerde hij terug naar Leiden en werd daar raadslid en wethouder financiën. Daarbij was hij voorzitter van de commissies van beheer over het Grondbedrijf en de Leidse gemeentelijke fabrieken voor gas en elektriciteit.
Naast zijn werk als ouderling maakte hij zich sterk voor de oprichting voor een christelijke Kweekschool voor Onderwijzers en Onderwijzeressen, en was hij bestuurslid van de vereniging tot oprichting en instandhouding van scholen op gereformeerde grondslag.
De Lange werd onderscheiden als Ridder in de Orde van Oranje Nassau.